# ده‌ضلعی
ده ضلعی یک چند ضلعی منتظم است که 10 ضلع دارد.

## ده‌ضلعی منتظم
یک ده‌ضلعی منتظم دارای ضلع‌ها و زاویه‌های داخلی برابر است. اندازهٔ زاویه‌های داخلی هر رأس آن، برابر با ۱۴۴ درجه بوده و مساحت آن با استفاده از رابطهٔ زیر محاسبه می‌شود (با طول ضلع {\displaystyle a}):
{\displaystyle A={\frac {5}{2}}a^{2}\cot {\frac {\pi }{10}}={\frac {5a^{2}}{2}}{\sqrt {5+2{\sqrt {5}}}}\simeq 7.694208843a^{2}}
یک فرمول معادل برای مساحت ده‌ضلعی منتظم به صورت {\displaystyle \scriptstyle A\,=\,2.5da} که d فاصلهٔ بین اضلاع موازی ده‌ضلعی است. با استفاده از روابط مثلثاتی می‌توان {\displaystyle d} را به صورت زیر تعیین کرد: {\displaystyle \scriptstyle d\,=\,2a(\cos {54^{\circ }}\,+\,\cos {18^{\circ }})}

## روش رسم
روش رسم یک ده ضلعی منتظم در پویانمایی زیر نمایش داده شده‌است.

روش رسم ده ضلعی منتظم